# Parcul din Ciortoria
Parcul din Ciortoria (în ucraineană Чорторийський парк) este un parc și monument al naturii de tip peisagistic de importanță locală din raionul Cozmeni, regiunea Cernăuți (Ucraina), situat în satul Ciortoria. Este administrat de pensiunea psihoneurologică din localitate.
Suprafața ariei protejate constituie 3 hectare, fiind stabilită administrativ în anul 1979 prin decizia comitetului executiv regional. Statutul a fost acordat pentru conservarea parcului dendrologic, fondat la sfârșitul secolului al XIX-lea, în jurul casei contelui Chortorysky. Moșia a devenit ulterior proprietatea nobilului român Manescu (vezi și Palatul Manescu). Parcul găzduiește copaci vechi de diferite specii, inclusiv exotice: Larix decidua, Robinia viscosa, cenușer, glădiță, plop negru, tei pucios, precum și un arbore lalea, care are peste 200 de ani (cel mai vechi exemplar din această specie din Bucovina).